# جون د. بولارد
جون د. بولارد (بالإنجليزية: John D. Pollard)‏ هو طبيب أعصاب أسترالي، ولد في 6 يناير 1941.